# 希特拉 (市镇)
希特拉（挪威語：Hitra）是挪威特倫德拉格郡的市镇，行政中心为菲蘭村。市镇面积为756平方公里，人口数量为5,050人（2020年），人口密度为每平方公里7.1人。